# Lodovico Pizzati
Lodovico Pizzati (Venezia, 3 settembre 1975) è un economista e politico italiano, residente a Los Angeles.
Ha tenuto alcune docenze all'Università della California del Sud.

## Biografia
Figlio di Giulio Pizzati, uno dei primi attivisti della Liga Veneta (poi divenuta Liga Federativa Veneta), nel 1990 entrò a far parte del Movimento Autonomista della Regione Veneto, nel quale all'epoca era iscritto anche il padre. Poco tempo dopo si trasferì in California per completare gli studi superiori in una scuola locale, dopodiché si stabilì a Washington e conseguì il PhD alla Facoltà di Economia dell'Università di Georgetown.
Nel 2006 fece ritorno a Venezia con la propria famiglia, ottenendo una docenza a contratto in materie economiche all'Università Ca' Foscari Venezia. Nel 2013 fu nominato professore di economia statistica all'Università statale della California, e in seguito all'Università della California.
Nel 2008 si iscrisse al Partito Nazionale Veneto, movimento separatista attivo anche in Lombardia e Friuli e Venezia Giulia, del quale divenne presidente nel 2009 e, dal settembre del 2010, segretario del nuovo soggetto politico nato dalla fusione del PNV con il partito dal nome "Stato Veneto". È stato il promotore di alcune iniziative provocatorie di protesta contro il rapporto banche-PMI e l'elevata imposizione fiscale italiana, quali: il "Monumento dell'Imprenditore" eretto ad Arzignano e i cosiddetti "viaggi fiscali" oltreconfine, in Slovenia e Croazia, dove gli aderenti alla protesta si recavano in autobus per aprire un conto corrente bancario.
Dopo un'aspra polemica interna al Movimento, nel 2011 fu sostituito dal nuovo segretario Antonio Guadagnini. Il 22 maggio 2012 fondò il partito Indipendenza Veneta, di cui divenne il primo segretario. 

A luglio dell'anno seguente, lanciò la piattaforma Plebiscito 2013 (insieme all'imprenditore Gianluca Busato), gestita da un comitato trasversale e interpartitico di cui fu eletto portavoce, e che aveva in programma un referendum pubblico sull'indipendenza del Veneto, concretizzatosi nel voto online che si è tenuto dal 16 al 21 marzo 2014.
Ad agosto del 2013 ha lasciato la carica di segretario di Indipendenza Veneta.
Pizzati è stato uno dei sei esperti nominati dalla Regione Veneto per stabilire le regole della lingua veneta standard e i nomi ufficiali  di tutti i 581 comuni nel relativo idioma. Ha inoltre realizzato una versione veneziana della serie di libri per ragazzi Clifford the Big Red Dog, e contribuito all'avvio della Wikipedia in lingua veneta.